# Kristiina Hormia-Poutanen

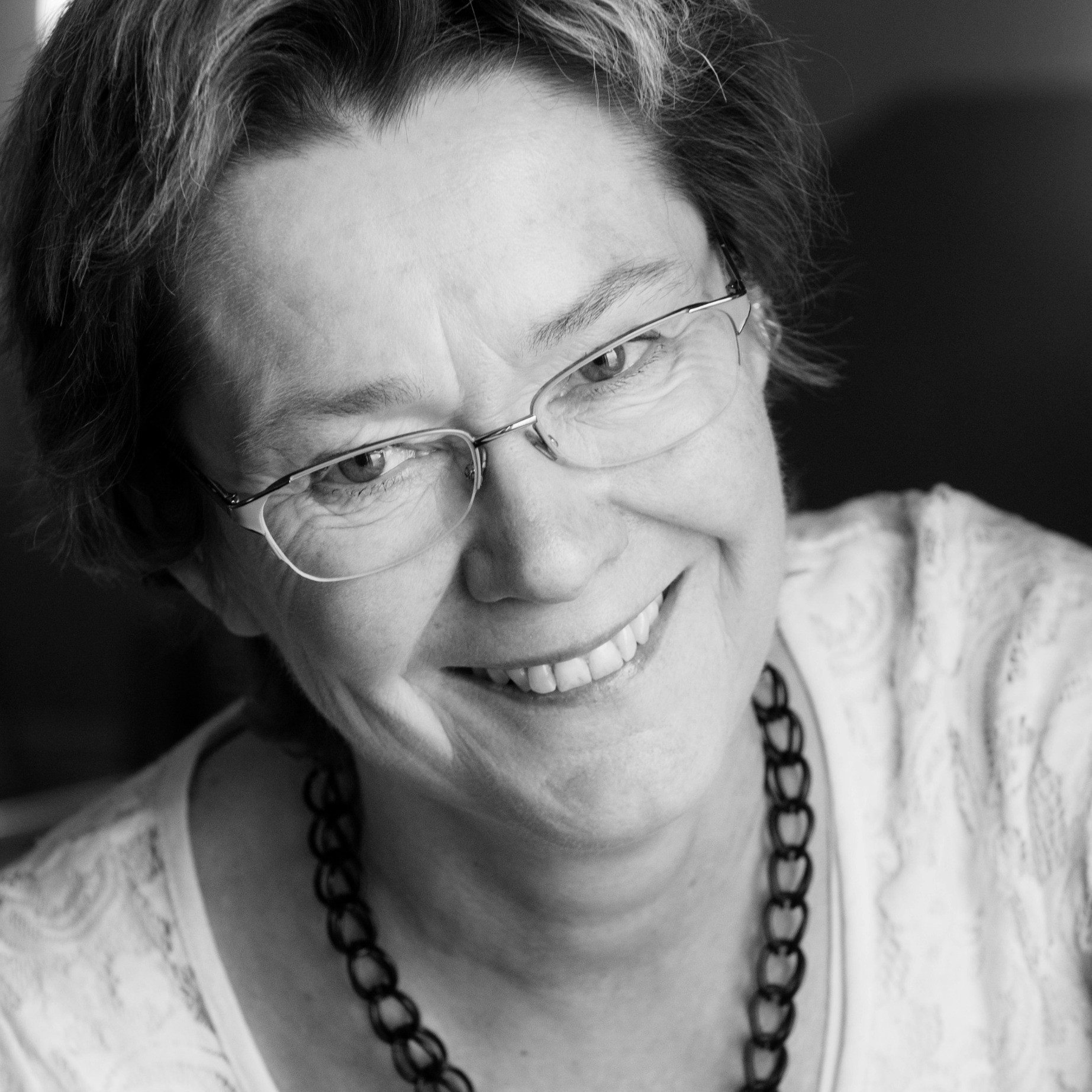
Kristiina Hormia-Poutanen (2014)

Kristiina Hormia-Poutanen ist eine finnische Agrarwissenschaftlerin und Bibliothekarin.

## Leben
Hormia Poutanen studierte Agrarwissenschaft. Von 1985 bis 1997 war sie lehrend und als Informationsspezialistin an der Universität Helsinki. Seit 1997 arbeitet sie an der Nationalbibliothek Finnlands.
Seit 2014 ist Hormia-Poutanen die elfte Präsidentin der Ligue des Bibliothèques Européennes de Recherche (LIBER). Sie ist die erste Frau in diesem Amt. 2016 wurde sie zur bibliothekarischen Vertreterin der Open Science Policy Platform der Europäischen Kommission berufen.

## Werke (Auswahl)
- Kristiina Hormia-Poutanen: Digital library infrastructure in Finland - political decisions empowering development. In: World Digital Libraries. Band 2, Nr. 1, 2009, S. 23–32, doi:10.3233/WDL-120032.
- Kristiina Hormia-Poutanen et al.: Consortia in Europe: Describing the Various Solutions through Four Country Examples. In: Library Trends. Band 54, Nr. 3, 2006, S. 359–381, doi:10.1353/lib.2006.0026.